# Palecznik chiński

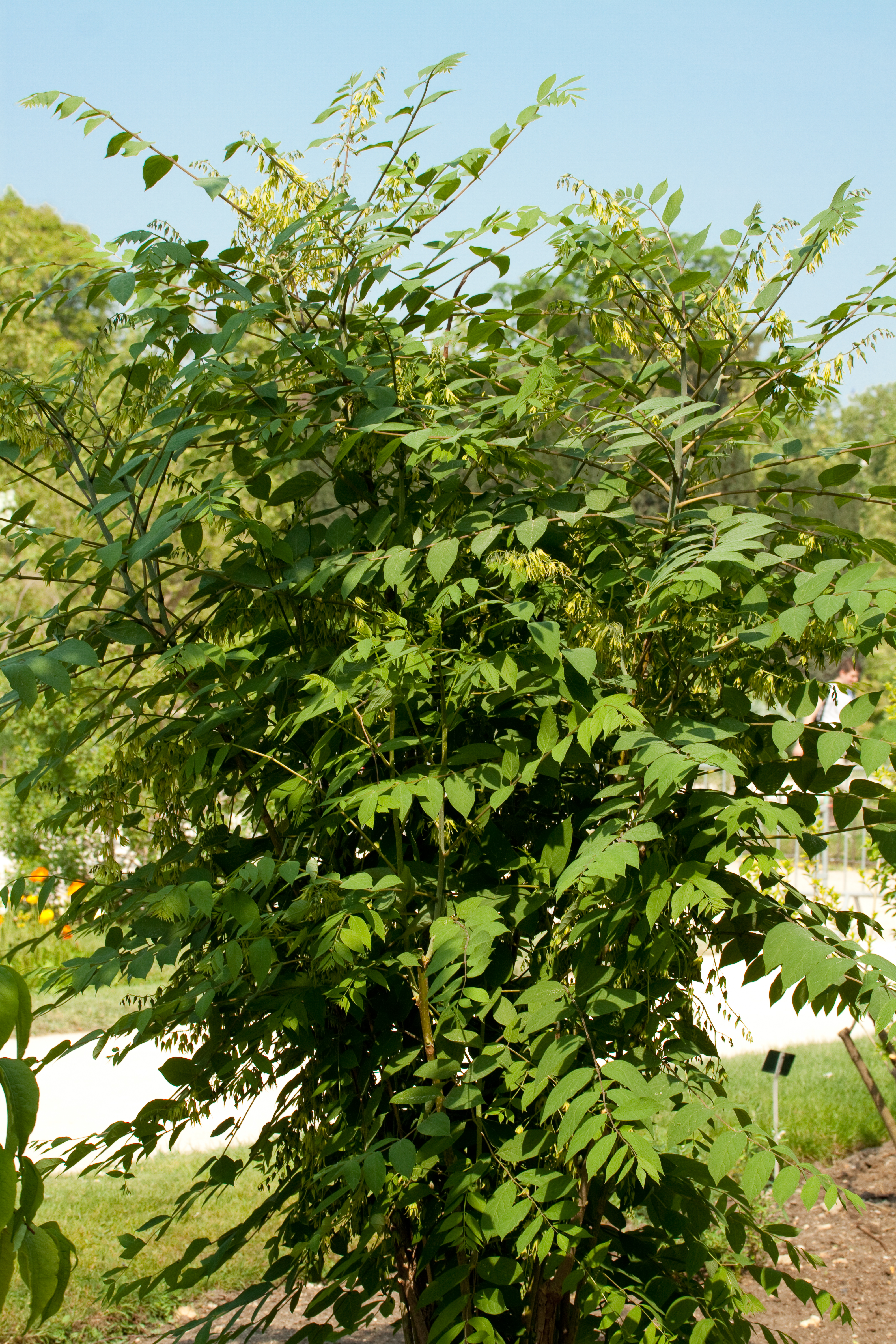
Pokrój rośliny

Palecznik chiński, p. Fargesa (Decaisnea insignis) – gatunek rośliny należący do rodziny krępieniowatych. Reprezentuje monotypowy rodzaj palecznik (Decaisnea). Pochodzi z południowo-wschodniej Azji. Występuje w północno-wschodnich Indiach, Mjanmie, Nepalu, Bhutanie i Chinach. Rośnie w wilgotnych lasach i zaroślach do rzędnej 2600 m n.p.m. W Polsce znajduje się w kolekcji niektórych ogrodów botanicznych, bywa też (rzadko) uprawiany jako roślina ozdobna. W Chinach owoce są spożywane, mają słodkawy, ale mdły smak.

## Morfologia
PokrójMałe drzewo lub wyprostowany i słabo rozgałęziony krzew o parasolowatej koronie i prostych pędach dołem ogołoconych z liści. Na obszarze swojego naturalnego występowania osiąga wysokość do 5 m, w Polsce do 3 m.
LiścieUlistnienie skrętoległe. Liście nieparzysto-pierzaste o długości do 80 cm, złożone z 13–25 listków, każdy o długości do 15 cm. Są one ostro zakończone, jajowate, całobrzegie, na górnej stronie ciemnozielone, na spodniej niebieskozielone i mają wyraźne użyłkowanie. Jesienią przebarwiają się na żółto.
KwiatyZebrane są w długie, zwisające grona o długości do 40 cm. Kwiaty o średnicy 3–6 cm są żółtozielone, dzwonkowate. Nie mają płatków korony, okwiat złożony jest z sześciu zaostrzonych i odgiętych na zewnątrz działek kielicha w dwu okółkach po trzy w każdym. Kwiaty są rozdzielnopłciowe, ale na jednym drzewie występują zarówno kwiaty męskie, jak i żeńskie. Zdarzyć się może (rzadko), że na jednym drzewie wyrosną tylko kwiaty męskie, szczególnie u młodych okazów, ale na przyszły rok może być inaczej. Kwiaty żeńskie mają po trzy słupki, kwiaty męskie po pięć krótkonitkowych i częściowo zrośniętych pręcików.
OwocKiełbaskowatego kształtu mięsista torebka o długości do 15 cm i szerokości do 3 cm. Ma niebieski kolor, ale okazy pochodzące z bardziej południowych rejonów mają żółtozielone torebki. Owoce zwisają po 1–3 na wspólnej szypułce. Każdy z nich wewnątrz zawiera słodki, galaretowaty miąższ i dwa rzędy ciemnobrunatnych, płaskich nasion o średnicy do 1 cm.

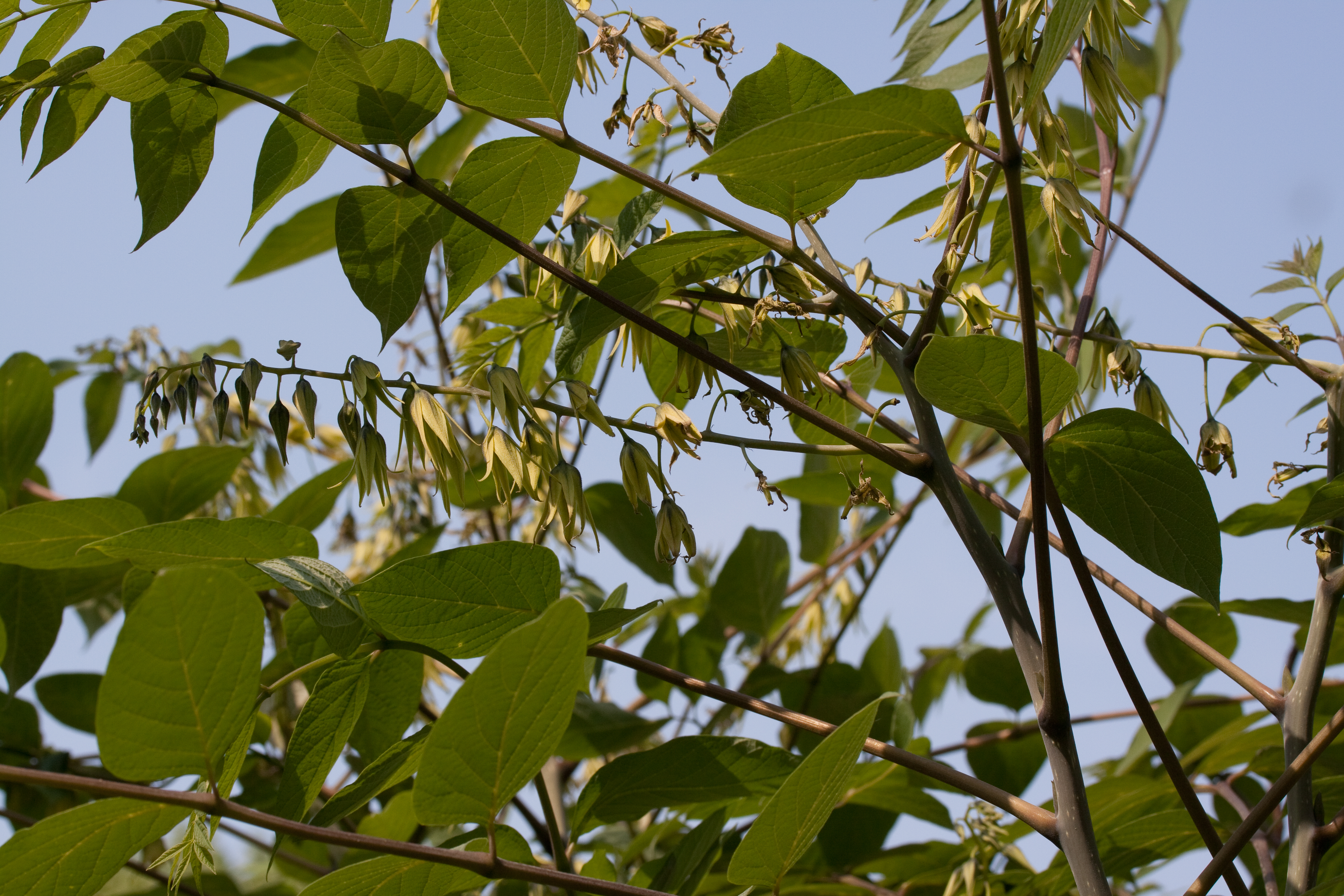
Pęd kwitnący
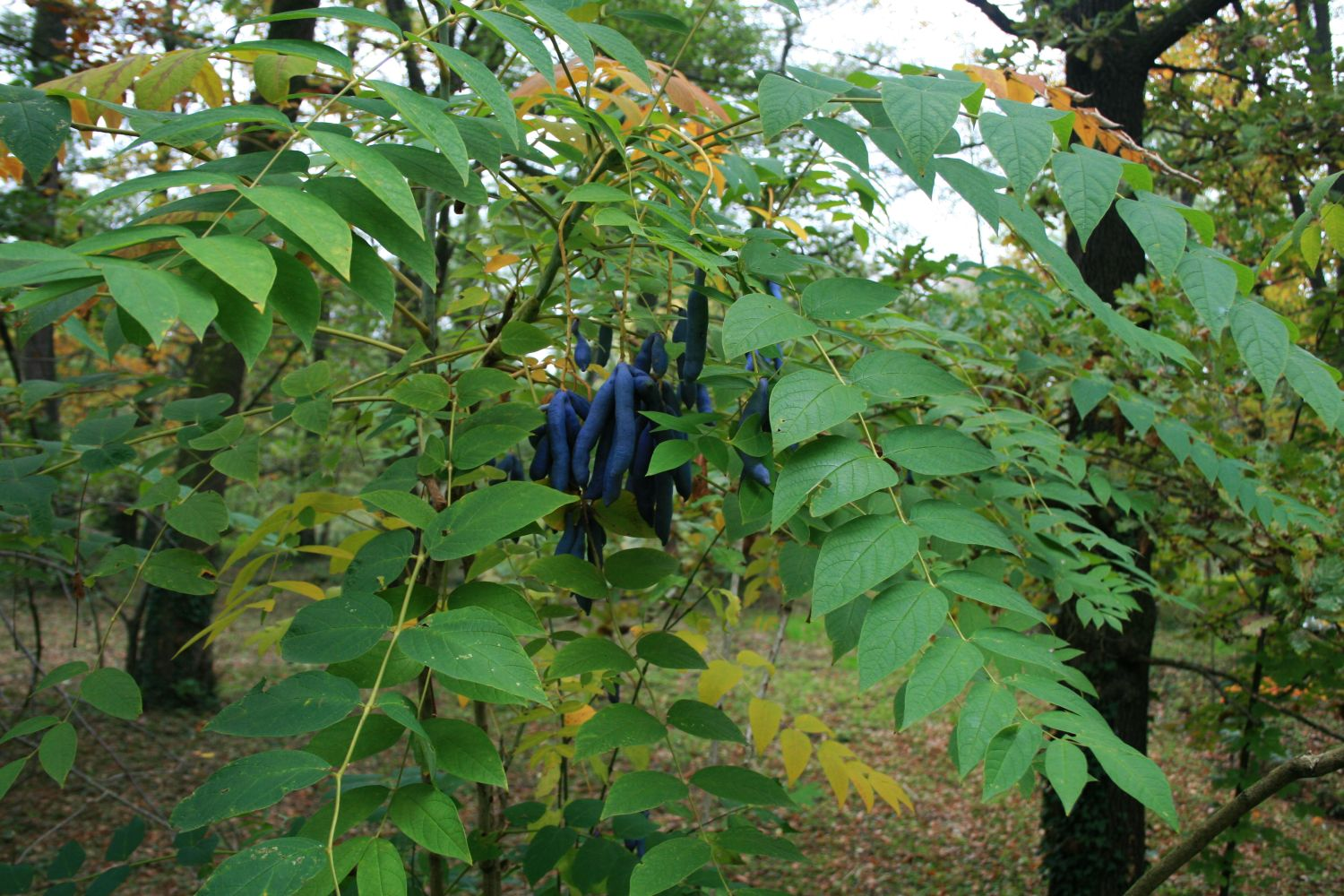
Pęd owocujący
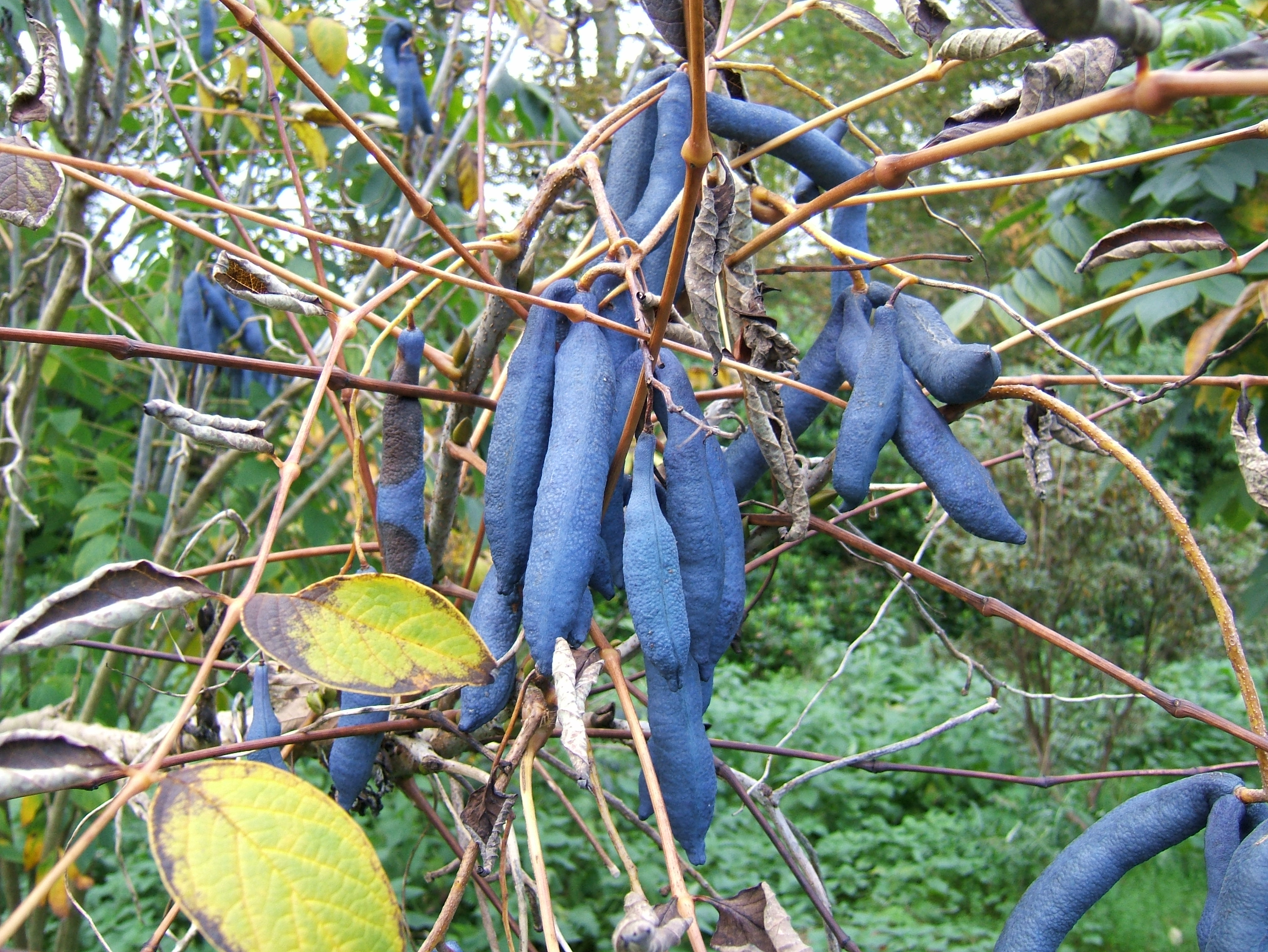
Owoce
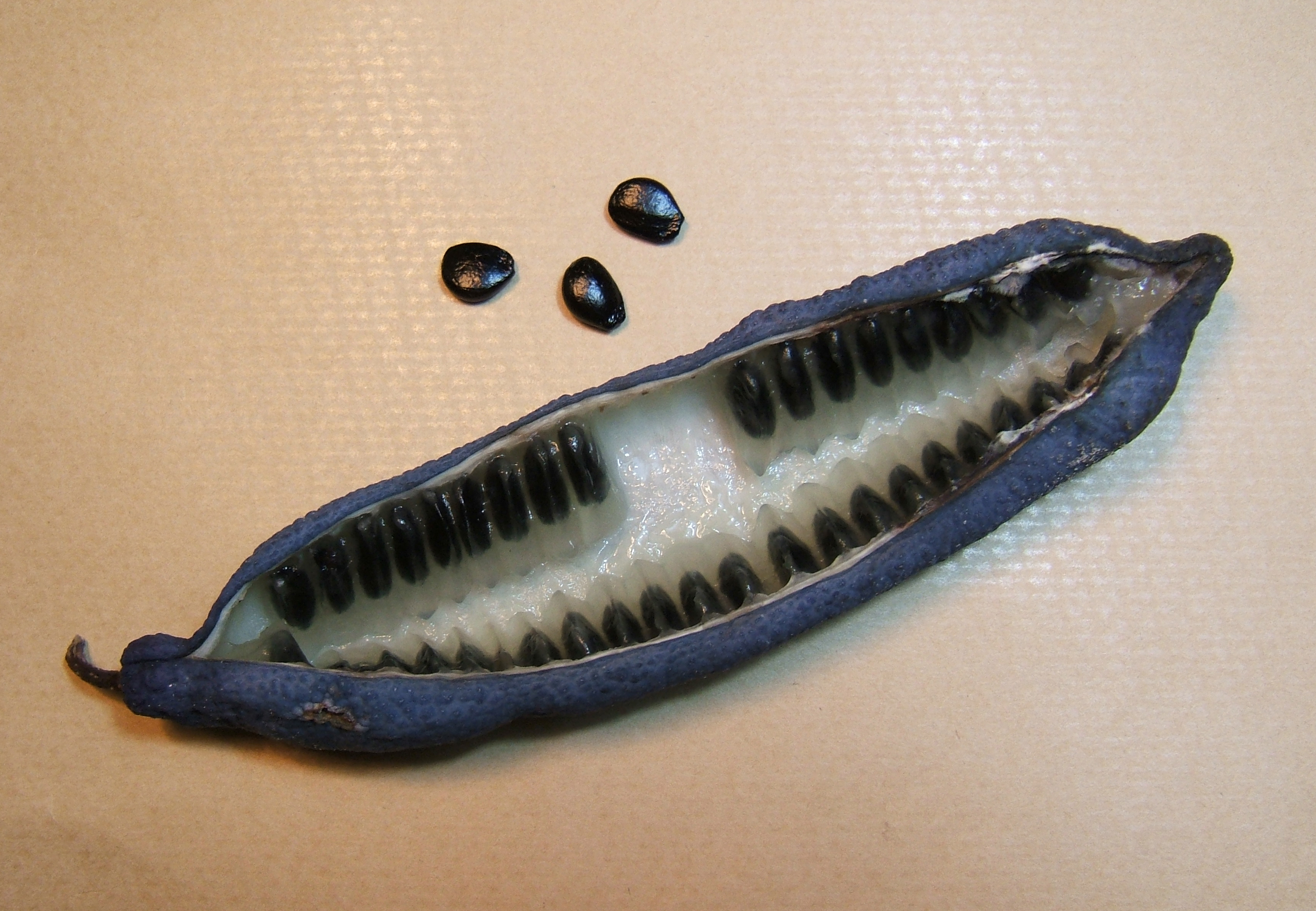
Otwarty owoc

## Biologia
Roślina wieloletnia, fanerofit. W Polsce kwitnie od maja do czerwca. Owoce dojrzewają od września do października. Są jadalne. Z ich skórki po uszkodzeniu wycieka biały, śluzowaty i lepki sok.

## Systematyka
Według The Plant List i Flora of China gatunek reprezentuje rodzaj monotypowy. Jednak w niektórych ujęciach pod nazwą D. insignis wyodrębniany był odrębny gatunek (w polskim piśmiennictwie znany jako palecznik himalajski) wyróżniający się żółtawymi owocami, podczas gdy za odrębny gatunek Decaisnea fargesii uznawano rośliny o niebieskich owocach.

## Uprawa
WymaganiaNie jest w polskich warunkach w pełni mrozoodporny, dlatego też może być uprawiany tylko w cieplejszych rejonach południowo-zachodniej Polski (strefa klimatyczna 6b–7b). Według obserwacji Arboretum Wojsławice jest zadowalająco odporny na mrozy. Ale nawet po całkowitym przemarznięciu w czasie surowej zimy odradza się od korzeni. Bardziej wrażliwe na mróz młode drzewka należy na zimę okrywać. Przy późnowiosennych przymrozkach mogą mu też obmarzać liście. Nie ma specjalnych wymagań co do gleby, najlepiej rośnie na przepuszczalnej, żyznej i średnio wilgotnej glebie o odczynie obojętnym, lekko zasadowym lub lekko kwaśnym. Stanowisko może być słoneczne lub półcieniste.
RozmnażanieNasiona wymagają stratyfikacji. Należy je kiełkować pod szkłem lub folią, a przez pierwszą zimę przetrzymać w temperaturze powyżej 0 °C. Nasiona kiełkują dobrze i równomiernie. Możliwe jest też rozmnażanie przez lato z niezdrewniałych sadzonek pędowych.